# Villeroy & Boch Gustavsbergs keramikstipendium
Villeroy & Boch Gustavsbergs keramikstipendium, tidigare AB Gustavsbergs keramikstipendium, var ett svenskt stipendium för uppmärksamma keramiken i Sverige, konstnärligt och tekniskt/industriellt. 
Stipendiet delades under ett antal år från 2003 av Villeroy & Boch Gustavsberg AB och Gustavsbergs Porslinsmuseum.

## Stipendiater
- 2003 Signe Persson-Melin, keramiker
- 2004 Päivi Ernkvist, keramiker och skribent
- 2005 Kennet Williamsson, keramiker
- 2006 Inger Molin, gallerist
- 2007 Ateljéföreningen G-studion i Gustavsberg
- 2008 Torbjørn Kvasbø, keramiker
- 2009 Konsthantverkskooperativet Blås & Knåda
- 2010 Agneta Linton och Maj Sandell, utställningsproducent respektive konstnärlig ledare för Gustavsbergs konsthall
- 2011 Kjell Rylander, keramiker och forskare
- 2012 Mats Svensson, keramiklärare på Leksands folkhögskola
- 2013 Ann-Britt Haglund, keramiker